# ミリオンダラー・ベイビー
『ミリオンダラー・ベイビー』（Million Dollar Baby）は、2004年のアメリカ合衆国のスポーツ映画。 クリント・イーストウッドが監督・共同製作・音楽を務め、ポール・ハギスが脚本を務める。主演はイーストウッド、ヒラリー・スワンク、モーガン・フリーマン。F.X.トゥール著作の同名小説（短編集『テン・カウント』に収録）が原作。家族からすらも愛情を受けた事のない孤独な女性と、家族にすら愛情を見せた事のない不器用な老年の男性の間に芽生えながらも、非情な結末を迎える愛の物語である。PG-12指定。
第77回アカデミー賞では7部門にノミネートされ、作品賞、監督賞、主演女優賞（スワンク）、助演男優賞（フリーマン）の4部門を受賞した。

## ストーリー
アメリカ中西部でトレーラーハウスに住むほど貧しい上に家族が崩壊状態にあり、死んだ父親以外から優しい扱いを受けてこなかったマーガレット（マギー）・フィッツジェラルドは、プロボクサーとして成功して自分の価値を証明しようと、ロサンゼルスにあるフランキー・ダンのうらぶれたボクシング・ジムの戸を叩いた。
フランキーはかつて止血係（カットマン）として活躍した後、トレーナーとなってジムを経営し、多くの優秀なボクサーを育ててきた。しかし、彼らの身の安全を深慮するあまりに慎重な試合しか組まない上に不器用で説明が不足していたことからビッグチャンスを欲するボクサーたちに逃げられ続け、その不器用さは家族にも波及し、実の娘ケイティとは音信不通になっている。
マギーがジムに入門したのは、フランキーが最近まで手塩にかけて育ててきたビッグ・ウィリーに逃げられたばかりの時だった。最初フランキーはマギーのトレーナーになることを拒んだものの、フランキーの旧友でジムの雑用係、元ボクサーのエディ・『スクラップ・アイアン』・デュプリスが彼女の素質を見抜いて同情したこともあり、次第にフランキーは毎日ジムに通い続けるマギーをコーチングしはじめる。そして練習を通じ、やがて2人の間に実の親子より強い絆が芽生えて行く。
マギーはフランキーの指導の下、試合で勝ち続けて評判になりはじめる。あまりの強さから階級を上げる事になったものの、そのウェルター級で遂にイギリス・チャンピオンとのタイトルマッチにまでたどり着く。この試合でアイルランド系カトリック教徒のフランキーは、背中にゲール語で「モ・クシュラ」と書かれた緑色のガウンをマギーに贈るが、マギーがその言葉の意味を尋ねても、フランキーはただ言葉を濁すだけだった。
タイトルマッチの後も勝ち続けてモ・クシュラがマギーの代名詞ともなり出した頃、フランキーは反則を使う危険な相手として避けてきたWBA女子ウェルター級チャンピオン、『青い熊』ビリーとの試合を受けることを決める。この100万ドルものビッグ・マッチはマギーが優位に試合を運んだが、ラウンド終了後にビリーが放った反則パンチからコーナーにあった椅子に首を打ちつけ骨折し、全身不随となる。
フランキーはやり場のない怒りと自己嫌悪に苛まれ続け、完治の見込みがないマギーは家族に見放された事から人生に絶望し始める。やがてマギーはフランキーに安楽死の幇助を懇願するが断られ自分で舌を噛み切り自殺を図ろうとする。フランキーは苦しみ続ける実娘のようなマギーへの同情と、宗教的なタブーとのはざまで苦悩したものの、最後はガウンに綴られた「モ・クシュラ」に込めた気持ちを伝えると、人工呼吸器を止めマギーにアドレナリンを過剰投与し、姿を消した。

## キャスト
- フランキー・ダン: クリント・イーストウッド - 老トレーナーでジムの経営者。「止血の名人」ともいわれるカットマン（傷の手当てを請け負う専門職）でもある。
- マギー・フィッツジェラルド: ヒラリー・スワンク - 女性ボクサー
- エディ・デュプリス（“スクラップ・アイアン”）: モーガン・フリーマン - ダンのジムの管理人。ダンの親友でもある。
- デンジャー・バーチ: ジェイ・バルチェル - ダンのジムに所属するボクサー
- ビッグ・ウィリー: マイク・コルター - ダンのジムに所属するボクサー
- 青い熊ビリー: ルシア・ライカ - チャンピオンの女性ボクサー
- ホーヴァク: ブライアン・F・オバーン - 神父
- シャウレル・ベリー: アンソニー・マッキー - ダンのジムに所属するボクサー
- アーリーン・フィッツジェラルド: マーゴ・マーティンデイル - マギーの母
- マーデル・フィッツジェラルド: リキ・リンドホーム - マギーの妹
- オマー: マイケル・ペーニャ - シャウレルの親友のボクサー
- ビリーのマネージャー: ベニート・マルティネス
- ミッキー・マック: ブルース・マックヴィッティ

## 日本語吹替
| 役名                                       | 俳優                     | 日本語吹替                                                                                                | 日本語吹替 |
| 役名                                       | 俳優                     | ソフト版                                                                                                  | テレビ東京版 |
| ------------------------------------------ | ------------------------ | --- | --- |
| フランキー・ダン                           | クリント・イーストウッド | 樋浦勉 | 瑳川哲朗 |
| マギー・フィッツジェラルド                 | ヒラリー・スワンク       | 本田貴子                                                                                                  | 朴璐美 |
| エディ・“スクラップ・アイアン”・デュプリス | モーガン・フリーマン     | 坂口芳貞                                                                                                  | 坂口芳貞 |
| デンジャー                                 | ジェイ・バルチェル       | 真殿光昭                                                                                                  | 大須賀純 |
| ビッグ・ウィリー                           | マイク・コルター         | 三宅健太                                                                                                  | 楠大典 |
| ホーヴァク神父                             | ブライアン・F・オバーン  | 根本泰彦                                                                                                  | 宮本充 |
| ショーレル・ベリー                         | アンソニー・マッキー     | 加瀬康之                                                                                                  | 桐本琢也 |
| アーリーン・フィッツジェラルド             | マーゴ・マーティンデイル | 小宮和枝                                                                                                  | 小宮和枝 |
| マーデル・フィッツジェラルド               | リキ・リンドホーム       | 園崎未恵                                                                                                  | 佐藤あかり |
| その他                                     | N/A                      | 根津貴行 辻親八 村上あかね 相沢正輝 石波義人 小形満 加瀬康之 伊丸岡篤 藤井啓輔 船木真人 森谷恵利 根本圭子 | 稲葉実 嶋崎伸夫 加瀬康之 辻親八 一木美名子 田中正彦 浦山迅 小高三良 坂東尚樹 渡辺英雄 西崎果音 新田万紀子 白川周作 |
|                                            |                          | | |
| 演出                                       |                          | 安江誠 | 佐藤敏夫 |
| 翻訳                                       |                          | 平田勝茂                                                                                                  | 松崎広幸 |
| 調整                                       |                          | 黒崎裕樹                                                                                                  | 金谷和美 高久孝雄                                                                                                  |
| 効果                                       |                          | | リレーション |
| 担当                                       |                          | | 河村常平 （東北新社）                                                                                              |
| プロデューサー                             |                          | | 渡邉一仁 遠藤幸子 五十嵐智之 （テレビ東京）                                                                        |
| 配給                                       |                          | | 松竹株式会社 |
| 制作                                       |                          | グロービジョン                                                                                            | テレビ東京 東北新社                                                                                                |
| 初回放送                                   |                          | | 2006年12月7日 『木曜洋画劇場』 （21:00-23:24）                                                                     |

## 製作

### 企画
テレビシリーズ『ファミリー・ロー』をクビになったハギスが売り込み用脚本を書き、それを売り込むのに4年を要した。映画は撮影されるまでに何年も開発地獄に陥った。イーストウッドが俳優と監督として契約するに至ってもなお、本プロジェクトはいくつかのスタジオに断られた。イーストウッドの長年の本拠地であるワーナー・ブラザースでさえも、3,000万ドルの予算には同意しなかったため、イーストウッドは、レイクショア・エンターテイメントのトム・ローゼンバーグに、予算の半分を出し（海外配給も担当）、残りをワーナー・ブラザースが負担するように説得した。
「ミリオンダラー・ベイビー」という言葉は、第二次世界大戦の連結B-24リベレーター重爆撃機のノーズアートからのものである。また、ソニー・リストンがモハメド・アリに試合前の宣伝で侮辱的に使用したものでもある。

### キャスティング
イーストウッドはスワンクの演技には自信があったが、スワンクの小柄な体格を見て、「ああ、このギャルはすごいと思ったんだ。もし、彼女を鍛え上げることができれば。もう少し体格を良くして、ファイターのように見せることができれば…。その時の彼女は羽毛のようだった。」と感じたという。

### 撮影
撮影はロサンゼルスで2004年6月から7月にかけて40日足らずで行われ、撮影セットはワーナーブラザーズスタジオが使われた。
スワンクは元来運動神経に秀でており、水泳でジュニア・オリンピックの選考会に参加するほどであったが、撮影に際し数多くの世界チャンピオンを輩出したヘクター・ロカの元で3か月間トレーニングを重ねた。スワンクはプロのトレーナーであるグラント・L・ロバーツの指導のもと、リングとウェイトルームで大規模なトレーニングを行い、19ポンド (8.6 kg)の筋肉を増やした。毎日5時間近くトレーニングした結果、命にかかわるブドウ球菌に感染してしまったが、それはマギーらしくないと考え、イーストウッドには感染症のことを話さなかった。「青い熊」役で本作への出演も果たしたオランダ出身の女子ボクサー、ルシア・ライカらと実戦さながらのスパーリングを重ねた。
イーストウッドは、ガソリンスタンドでスワンクのキャラクターに手を振る少女として、彼の娘モーガン・コレットを出演させた。

## 封切り

### DVDリリース・派生作品
2000年代にアカデミー作品賞を受賞した作品では、日本ではブルーレイ化されていない唯一の作品であったが、2019年3月8日にブルーレイ、及びHDマスター版のDVDが発売された。

## 作品の評価

### 映画批評家によるレビュー
Rotten Tomatoesでは、本作は269のレビューに基づき90%の支持を得ており、平均評価は8.40/10である。「クリント・イーストウッドの確かな演出と、ヒラリー・スワンクやモーガン・フリーマンの見事な演技が相まって、『ミリオンダラー・ベイビー』は陳腐な表現を超越し、深い感動を与えてくれる」というのが同サイトの批評家の共通見解である。Metacriticでは、39人の批評家によるレビューをもとにした加重平均スコアが100点満点中86点となり、「全世界で高い評価を受けている」ことが示された。CinemaScoreによる観客の投票では、A+からFの評価で「A」を獲得した。

### 興行収入
本作は米国公開時の2004年12月には、8館で限定公開された。後に本格的に公開されると、北米で12,265,482ドルを稼ぎ出し、瞬く間に国内外での興行的ヒットとなった。劇場興行収入は216,763,646ドル、米国で100,492,203ドル、その他の地域で116,271,443ドルであった。この映画は6か月半の間、劇場で上映された。

### 受賞歴
第77回アカデミー賞において、マーティン・スコセッシ監督の『アビエイター』との「巨匠対決」を制し作品賞、監督賞、主演女優賞、助演男優賞の主要4部門を独占したのを始め、多数の映画賞を受賞した。
- 第77回アカデミー賞
  - 受賞 - 作品賞／監督賞／主演女優賞／助演男優賞
  - ノミネート - 主演男優賞／脚色賞／編集賞
- 第62回ゴールデン・グローブ賞
  - 受賞 - 監督賞／女優賞（ドラマ部門）
  - ノミネート - 作品賞（ドラマ部門）／助演男優賞／音楽賞
- 第10回放送批評家協会賞
  - 受賞 - 主演女優賞
  - ノミネート - 監督賞／助演男優賞

## 論争
本作品の主テーマが尊厳死や安楽死にあるわけではないが、この問題はキリスト教右派が無視できない勢力を持つアメリカでは極めてデリケートな問題であり、保守派コメンテーター、障害者団体、キリスト教団体によるこの映画のボイコット運動などが起こり話題になった。
イーストウッドはこの件に関して、映画の中におけるフィクションの登場人物による行動と、イーストウッド自身の思想や言動は全く無関係であり、この作品はあくまで彼のアメリカン・ドリーム観を表現したものであると述べている。
その他、この映画に関しては様々な反応があった。

### 障害者団体
2005年初頭、幾人かの障害者権利活動家が映画後半の、マギーが四肢麻痺患者となったあとで死にたいと漏らしフランキーがその願いを実現させた部分に対して論争を起こした。
またウィークリー・スタンダードもこの映画の結末に対し、生きる機会を軽視したと批判している。

### アイルランド語の話者
アイルランド語の使用者の中には、マギーのガウンの背中に刺繍された言葉である「モ・クシュラ」（Mo Chúisle）が、映画の中では「Mo Cuishle」とスペルを間違われているという指摘がある。さらに映画の中では「モ・クシュラ」を「おまえは私の親愛なる者、おまえは私の血」（My darling, my blood）と訳している。（「モ・クシュラ」は「おまえは私の鼓動だ（My pulse）」を意味するゲール語の親愛表現であり、「A chúisle mo chroí」（ああ、私の心臓の鼓動よ）の短縮形である。） ともあれ、「モ・クシュラ」はこの年のハリウッド映画の中でももっとも影響力のあったフレーズであったとも言われており、この映画はアメリカにおけるアイルランド語への関心を高めたとして賞賛する声もある。
主人公はアイルランドの古い言語であるゲール語を独学していて出身に誇りを持っている。ハングリーな女性を一流のボクサーに育てて、やがてイングランドのチャンピオンと戦う時は、民族の象徴たる「グリーン」のガウンをまとって挑ませる。宗教はカトリックである。

### スポーツライター
スポーツライターの中には、この映画はボクシング関係者から見れば非常に不正確で混乱させられるものだという批評もある。ボクシング・シーンは非現実的で、マギーを後ろから殴ったボクサーは本来ならプロの権利を剥奪され法廷送りになるのは明白だ、というものである。原作では試合中に起きた事故という設定になっている。しかし、医療機器の描き方が的確でないことを考慮すれば、こうした脚色はイーストウッドの「映画的演出」の一環である、との捉え方もある。